# Majdanpek
Majdanpek es un municipio de Serbia situado en el distrito de Bor. Según el censo de 2022, tiene una población de 14 559 habitantes.

## Geografía
El territorio del municipio está ubicado en la parte norte del este de Serbia y cubre el área del complejo forestal y minero más grande del este de Serbia.
El relieve es predominantemente montañoso (76% del territorio). La zona de alta montaña cubre solo el 0.9% de la zona y el 23% corresponde a tierras bajas y montañosas.

## Lugares habitados
- Donji Milanovac
- Boljetin
- Vlaole
- Golubinje
- Debeli Lug
- Jasikovo
- Klokočevac
- Leskovo
- Majdanpek
- Miroč
- Mosna
- Rudna Glava
- Topolnica
- Crnajka

## Clima
| Parámetros climáticos promedio de Majdanpek | Parámetros climáticos promedio de Majdanpek | Parámetros climáticos promedio de Majdanpek | Parámetros climáticos promedio de Majdanpek | Parámetros climáticos promedio de Majdanpek | Parámetros climáticos promedio de Majdanpek | Parámetros climáticos promedio de Majdanpek | Parámetros climáticos promedio de Majdanpek | Parámetros climáticos promedio de Majdanpek | Parámetros climáticos promedio de Majdanpek | Parámetros climáticos promedio de Majdanpek | Parámetros climáticos promedio de Majdanpek | Parámetros climáticos promedio de Majdanpek | Parámetros climáticos promedio de Majdanpek |
| Mes                                         | Ene.                                        | Feb.                                        | Mar.                                        | Abr.                                        | May.                                        | Jun.                                        | Jul.                                        | Ago.                                        | Sep.                                        | Oct.                                        | Nov.                                        | Dic.                                        | Anual                                       |
| ------------------------------------------- | ------------------------------------------- | ------------------------------------------- | ------------------------------------------- | ------------------------------------------- | ------------------------------------------- | ------------------------------------------- | ------------------------------------------- | ------------------------------------------- | ------------------------------------------- | ------------------------------------------- | ------------------------------------------- | ------------------------------------------- | ------------------------------------------- |
| Temp. máx. media (°C)                       | 1.7                                         | 3.3                                         | 9.1                                         | 14.9                                        | 19.9                                        | 23.0                                        | 25.6                                        | 25.7                                        | 21.8                                        | 15.3                                        | 7.6                                         | 2.8                                         | 14.2                                        |
| Temp. media (°C)                            | -1.2                                        | 0.1                                         | 4.7                                         | 9.7                                         | 14.6                                        | 17.6                                        | 19.6                                        | 19.5                                        | 15.9                                        | 10.6                                        | 4.4                                         | 0.3                                         | 9.7                                         |
| Temp. mín. media (°C)                       | -4.0                                        | -3.1                                        | 0.4                                         | 4.6                                         | 9.3                                         | 12.2                                        | 13.6                                        | 13.4                                        | 10.0                                        | 5.9                                         | 1.1                                         | -2.2                                        | 5.1                                         |
| Precipitación total (mm)                    | 45                                          | 44                                          | 45                                          | 57                                          | 80                                          | 93                                          | 72                                          | 58                                          | 50                                          | 44                                          | 55                                          | 56                                          | 699                                         |
| Fuente: Climate-Data.org                    |                                             |                                             |                                             |                                             |                                             |                                             |                                             |                                             |                                             |                                             |                                             |                                             |                                             |